# Dido (Sängerin)

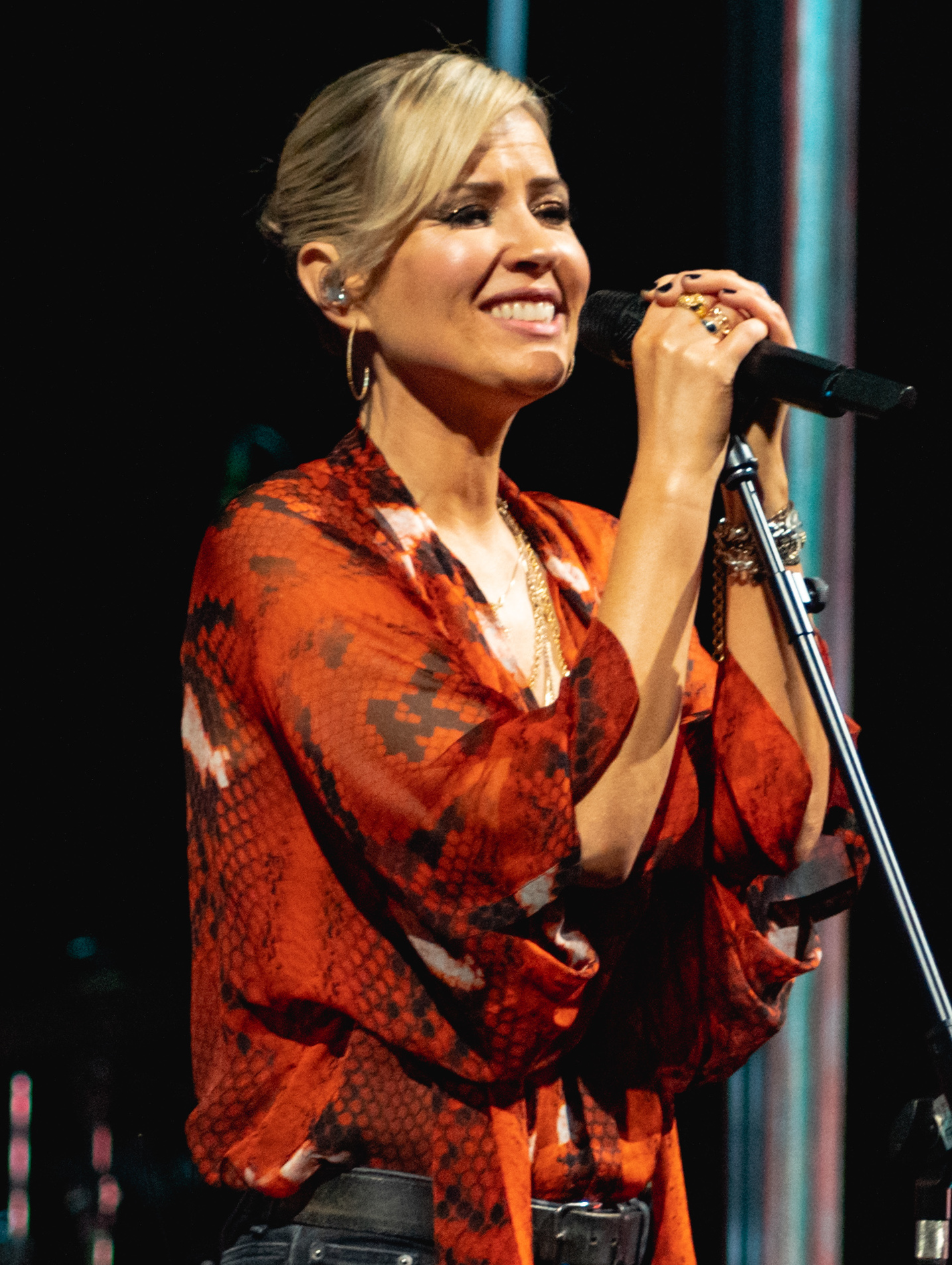
Dido (2019)

Dido (eigentlich: Dido Florian Cloud de Bounevialle O'Malley Armstrong; * 25. Dezember 1971 in Kensington, London) ist eine britische Sängerin und Songwriterin. Dido ist ein Kosename, den die Sängerin seit ihrer Kindheit trägt; er geht auf die sagenhafte Gründerin Karthagos zurück. Ihr erfolgreichster Song ist White Flag aus dem Jahr 2003.

## Biografie
Dido wurde am 25. Dezember 1971 als Florian Cloud de Bounevialle Armstrong im St. Mary Abbots Hospital in Kensington, London, geboren. Ihre Mutter Clare (geb. Collins) ist eine Dichterin französischer Abstammung, und ihr Vater William O’Malley Armstrong (1938–2006) war ein irischer Verleger und ehemaliger Geschäftsführer von Sidgwick & Jackson. Ihr älterer Bruder Rowland Constantine O’Malley Armstrong ist besser bekannt als Musikproduzent Rollo Armstrong (Faithless, Dusted). 
Dido besuchte zunächst die City of London School for Girls und danach die Westminster School (beides historische Privatschulen). Nachdem ihr Interesse für Musik geweckt war, ging sie auf die Londoner Guildhall School of Music und lernte dort Klavier und Geige zu spielen. Dido ist seit 2010 mit dem britischen Drehbuchautor Rohan Gavin verheiratet; im Folgejahr wurde der gemeinsame Sohn geboren.

## Künstlerischer Werdegang

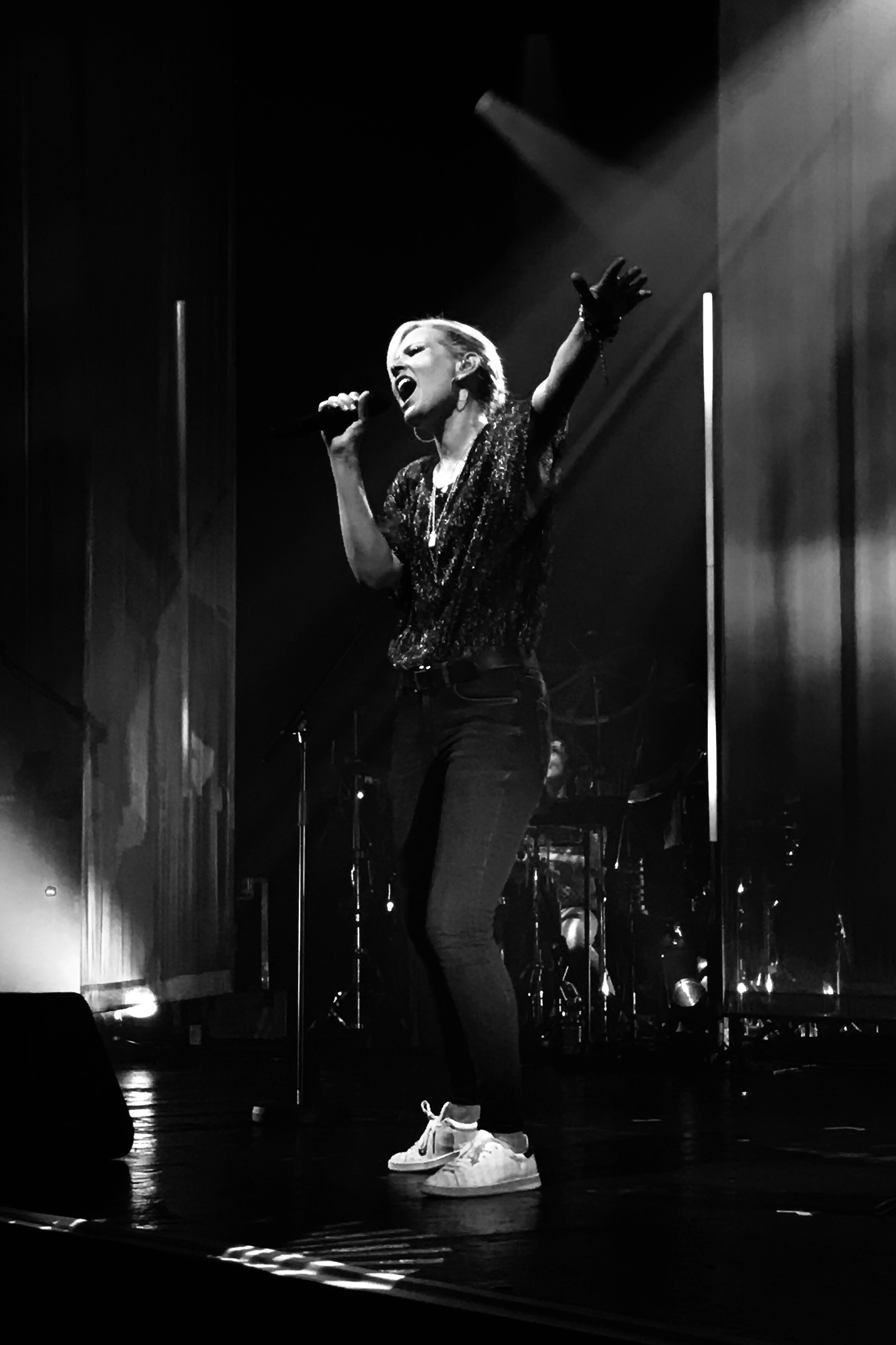
Dido in Zürich (2019)

Vor ihrer Solokarriere war Dido Background-Sängerin bei Faithless, der Band ihres Bruders Rollo. In dieser Zeit nahm sie einige Stücke auf, die auf dem Album Odds and Ends von ihrer Plattenfirma zu Promo-Zwecken veröffentlicht wurden. Diese Stücke sind auch auf ihrem Debütalbum No Angel (1999) zu finden. Der kommerzielle Erfolg blieb zunächst aus und Dido tingelte durch Amerika. Das Lied Thank You wurde 1998 zum Soundtrack des Films Sliding Doors. Einen kommerziellen Durchbruch hatte sie, als Eminem – mit ihrer Einwilligung – ein Sample ihres Liedes Thank You als Grundlage für seinen Hit Stan benutzte. Daraufhin wurden das Album sowie die Singles Here with Me (der Titelsong der Fernsehserie Roswell) und Thank You zu Millionensellern.
Im Jahr 2002 nahm sie zusammen mit Carlos Santana das Lied Feels Like Fire auf, das auf seinem Album Shaman veröffentlicht wurde.
Didos zweites Album Life for Rent erschien im September 2003. Die erste Singleauskopplung White Flag wurde im Herbst 2003 ein Nummer-eins-Hit in Deutschland, Österreich und Italien. Life for Rent war im August 2004 bereits mehr als 40 Wochen in den Top-100-Albumcharts vertreten und wurde in Deutschland mit Vierfach-Platin ausgezeichnet (für 800.000 in Deutschland verkaufte Exemplare).
Im Jahr 2004 ging Dido auf Welttournee und trat auch in Deutschland und Österreich auf. Auf dem Live-8-Konzert am 2. Juli 2005 sang sie im Duett mit Youssou N’Dour in London und in Versailles. Ebenfalls im Juli 2005 erschien das erste Livealbum Live at Brixton Academy.
In der zweiten Jahreshälfte 2006 begann Dido mit der Produktion eines dritten Albums, das 2007 erscheinen sollte. Am 22. Dezember 2006 starb jedoch ihr Vater William Armstrong, so dass sich die Veröffentlichung verzögerte. Das Album Safe Trip Home erschien dann erst Mitte November 2008. Bei diesem Album – das in Deutschland auf Platz 3 der Albumcharts einstieg – arbeitete Dido eng mit dem Produzenten Jon Brion zusammen. Dieser ermutigte sie dazu, bei den Aufnahmen die Tonspuren für Schlagzeug und Klavier selbst einzuspielen. Auf dem Soundtrack zu dem Kinofilm Sex and the City 2 erschien 2010 der neue, bislang unveröffentlichte Song Everything to Lose.
Im Jahr 2011 war Dido gemeinsam mit A. R. Rahman und ihrem Bruder für den Song If I Rise für den Oscar nominiert. 2013 veröffentlichte Dido ihr viertes Album Girl Who Got Away mit den Singles No Freedom und End of Night. Im gleichen Jahr erschien auch die Kompilation Greatest Hits.
Didos fünftes Studioalbum Still on My Mind erschien am 8. März 2019.

## Diskografie
Studioalben

| Jahr | Titel Musiklabel                             | Höchstplatzierung, Gesamtwochen, AuszeichnungChartplatzierungen (Jahr, Titel, Musiklabel, Platzierungen, Wochen, Auszeichnungen, Anmerkungen) | Höchstplatzierung, Gesamtwochen, AuszeichnungChartplatzierungen (Jahr, Titel, Musiklabel, Platzierungen, Wochen, Auszeichnungen, Anmerkungen) | Höchstplatzierung, Gesamtwochen, AuszeichnungChartplatzierungen (Jahr, Titel, Musiklabel, Platzierungen, Wochen, Auszeichnungen, Anmerkungen) | Höchstplatzierung, Gesamtwochen, AuszeichnungChartplatzierungen (Jahr, Titel, Musiklabel, Platzierungen, Wochen, Auszeichnungen, Anmerkungen) | Höchstplatzierung, Gesamtwochen, AuszeichnungChartplatzierungen (Jahr, Titel, Musiklabel, Platzierungen, Wochen, Auszeichnungen, Anmerkungen) | Anmerkungen                                                     |
| Jahr | Titel Musiklabel                             | DE | AT | CH | UK | US | Anmerkungen                                                     |
| ---- | -------------------------------------------- | --- | --- | --- | --- | --- | --------------------------------------------------------------- |
| 1999 | No Angel Arista Records (BMG Ariola)         | DE2 ×3Dreifachgold · (57 Wo.)DE | AT1 Platin · (39 Wo.)AT | CH2 ×3Dreifachplatin · (78 Wo.)CH | UK1 ×10Zehnfachplatin · (147 Wo.)UK | US4 ×4Vierfachplatin · (69 Wo.)US | Erstveröffentlichung: 1. Juni 1999 Verkäufe: + 20.000.000       |
| 2003 | Life for Rent Arista Records (BMG Ariola)    | DE1 ×3Dreifachplatin · (54 Wo.)DE | AT2 Platin · (46 Wo.)AT | CH1 ×3Dreifachplatin · (54 Wo.)CH | UK1 ×9Neunfachplatin · (63 Wo.)UK | US4 ×2Doppelplatin · (47 Wo.)US | Erstveröffentlichung: 29. September 2003 Verkäufe: + 12.000.000 |
| 2008 | Safe Trip Home RCA Records (Sony BMG)        | DE3 Gold · (14 Wo.)DE | AT11 (8 Wo.)AT | CH1 Platin · (17 Wo.)CH | UK2 Gold · (10 Wo.)UK | US13 (10 Wo.)US | Erstveröffentlichung: 14. November 2008 Verkäufe: + 388.000     |
| 2013 | Girl Who Got Away RCA Records (Sony)         | DE2 (8 Wo.)DE | AT6 (4 Wo.)AT | CH2 (11 Wo.)CH | UK5 Silber · (12 Wo.)UK | US32 (3 Wo.)US | Erstveröffentlichung: 1. März 2013 Verkäufe: + 70.000           |
| 2019 | Still on My Mind BMG Rights Management (WMG) | DE6 (11 Wo.)DE | AT5 (2 Wo.)AT | CH4 (11 Wo.)CH | UK3 Silber · (13 Wo.)UK | US45 (1 Wo.)US | Erstveröffentlichung: 8. März 2019 Verkäufe: + 110.000          |

## Auszeichnungen
ECHO:
- 2002: Künstlerin international

BRIT Awards:
- 2002: Bestes britisches Album (für No Angel)
- 2002: Beste britische Solokünstlerin
- 2004: Beste britische Single (für White Flag)
- 2004: Beste britische Solokünstlerin

Goldene Himbeere:
- 2003: Schlechtester Song (für I’m Not a Girl, Not Yet a Woman, als Co-Texterin)